# Andrey
Andrey Ramos do Nascimento (ur. 15 lutego 1998 w Rio de Janeiro) – brazylijski piłkarz, grający na pozycji pomocnika. W sezonie 2021 zawodnik CR Vasco da Gama. W latach 2014–2015 młodzieżowy reprezentant kraju.

## Kariera klubowa
Wychowanek CR Vasco da Gama, do pierwszego zespołu dostał się w 2017 roku. Wtedy w tym zespole zadebiutował 16 lipca 2016 roku w meczu przeciwko Luverdense, zremisowanym 1:1, grając 45 minut. Pierwszą asystę zaliczył 31 maja 2018 roku w meczu przeciwko Paraná Clube, wygranym 1:0. Andrey asystował przy golu w 44. minucie. Pierwszego gola strzelił 4 dni później, w spotkaniu przeciwko Botafogo, przegranym 1:2. Brazylijczyk do siatki trafił w 53. minucie. W sezonie 2018 zagrał w 27 meczach, strzelił 4 gole i dwa razy asystował.
Sezon później zagrał w 17 spotkaniach, strzelając gola i zaliczając asystę.
Natomiast w sezonie 2020 raz strzelił gola i trzykrotnie asystował.
Sezon 2021 zakończył z takimi statystykami – 28 meczów, gol i asysta.
Łącznie do 24 grudnia 2021 roku zagrał w 104 ligowych meczach, strzelił 7 goli i zanotował tyle samo asyst.

## Kariera reprezentacyjna
Zagrał 8 meczów, strzelił 3 gole i zanotował asystę w ojczystej kadrze U-17.